# (6447) Terrycole
(6447) Terrycole es un asteroide que forma parte del cinturón interior de asteroides y fue descubierto por Eleanor F. Helin, el 14 de octubre de 1990, desde el observatorio del Monte Palomar, Estados Unidos.

## Designación y nombre
Terrycole se designó inicialmente como 1990 TO1. Más adelante, fue Nombrado en honor de Terry Cole, tecnólogo jefe del Laboratorio de Propulsión a Chorro y asociado senior de la facultad de la División de Química e Ingeniería Química de Caltech. Además de sus numerosas contribuciones técnicas a JPL y Caltech, Cole jugó un papel central en el desarrollo del programa de becas de investigación de pregrado de verano (SURF) de Caltech/JPL a través de su visión mientras presidía el Comité Ejecutivo de la beca SURF.

## Características orbitales
Terrycole está situado a una distancia media de 1,952 ua del Sol, pudiendo alejarse hasta 2,121 ua y acercarse hasta 1,784 ua. Tiene una excentricidad de 0,086 y una inclinación orbital de 19,774 grados. Emplea 996,40 días en completar una órbita alrededor del Sol. 
Terrycole forma parte del grupo asteroidal de Hungaria.

## Características físicas
La magnitud absoluta de Terrycole es 14,64 y el periodo de rotación de 10,278 horas.